# Нагваль

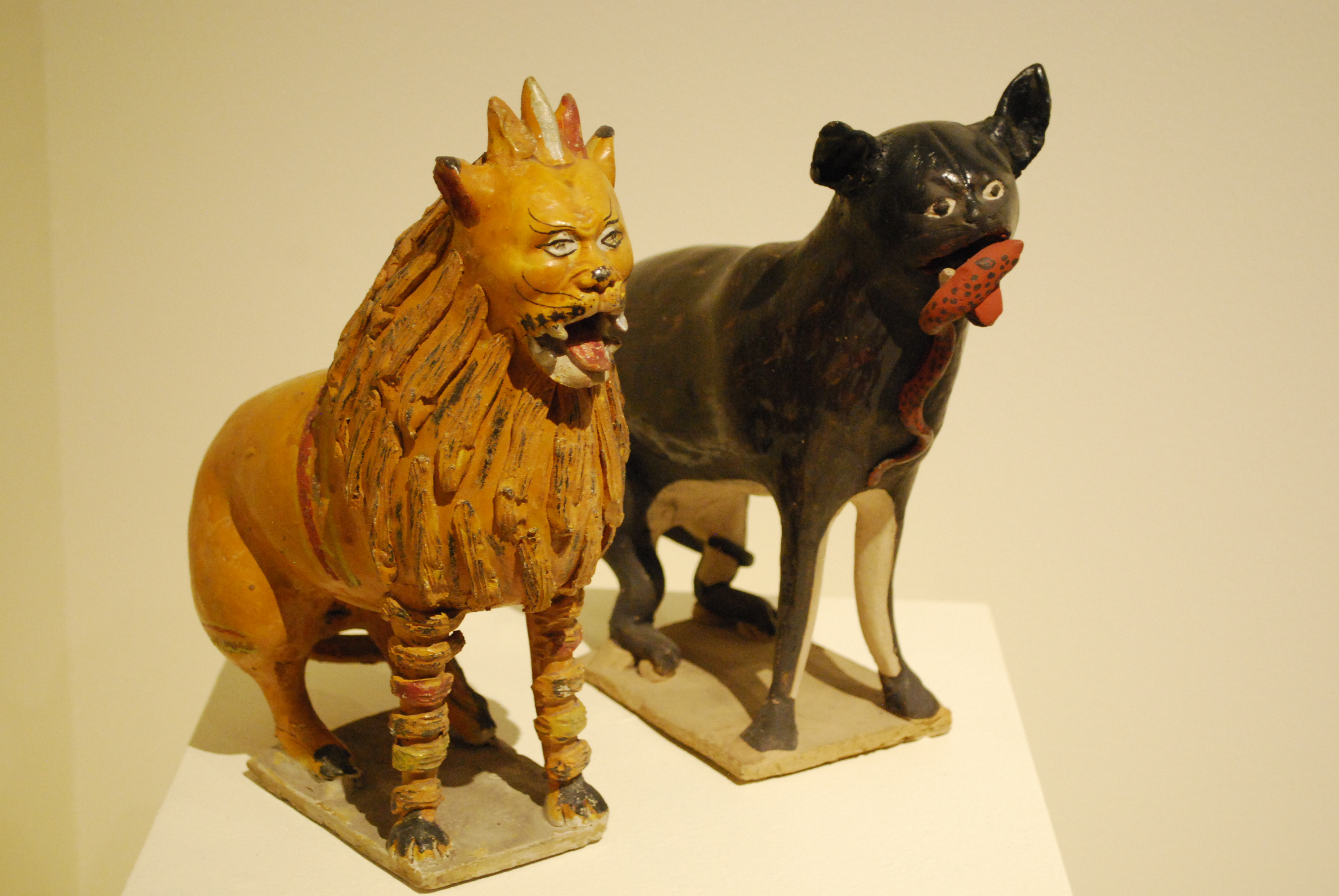
Нагвали

Нагва́ль, или Нагуаль (англ. Nagual от аст. nahualli — быть спрятанным, сокрытым) — в мифологии индейцев Центральной Америки дух-хранитель человека, териоморфный двойник.

## Этимология и использование термина
Термин «нагваль» происходит от аст. nahualli — быть спрятанным, сокрытым. Согласно ацтекским легендам, нагваль может быть не только у людей, но также у животных и даже богов. Часто изображался в виде животных (ягуара, койота, орла, квезаль и др.), в этом смысле нагваль противоположен тоналю. Также нагвалем мог называться любой человек, практикующий магию (колдун-шаман) и способный перевоплощаться в тотемное животное.
Также термин нагваль широко используется в книгах Карлоса Кастанеды, где он обозначает скрытую, потаённую и неописуемую сторону человека.

## Научные сведения
Нагуализм — явление, связанное с применением сил нагвалей в пользу или во вред. Концепция нагуализма имеет общемезоамериканский характер. Нагуализм связан с шаманскими практиками, присущими доиспанскому периоду, через использование изображений ольмеков и тольтеков, которые интерпретируются как превращение людей в животных. Эта система также связана с мезоамериканской календарной системой, используемой для проведения ритуалов гадания.
Возможность стать нагвалем может быть определена по дате рождения человека. Мезоамериканская вера в тонализм, основанная на предположении о существовании животного-двойника, связанного с жизненной силой каждого человека, также укоренена в нагуализме.
Особенности нагваля приобретаются при рождении, вместе с другими характеристиками, связанными с днём рождения человека, животного или божества. Каждый день ассоциируется с определённым животным, которое имеет свои особенности и сильные и слабые стороны. К примеру, человек, рождённый в «День собаки», будет обладать как сильными, так и слабыми аспектами, характерными для этого животного. Слово «тоналли» языка науатль используется для обозначения как дня, так и связанного с ним животного.
Нагваль считается своего рода духом-компаньоном, причём термин «тональ» относится к духу дня, в то время как «нагваль» представляет собой знакомого духа дня. Можно предположить, что «тональ» представляет дневной аспект, а «нагваль» — ночной аспект тоналли, то есть «вещи дня». Практикующие могущественную магию часто рождаются в дни, связанные с животными, обладающими сильным или неблагоприятным аспектом. Они обладают определёнными нагвальностями, такими как ягуар или пума. В ацтекской мифологии бог Тескатлипока считался заступником нагуализма, поскольку его тональ представлял собой ягуара, и он руководил распределением богатства.
В современной сельской Мексике термин «нагваль» иногда используется как синоним слова «брухо» (brujo, волшебник). Нагвалями называют тех, кто, предположительно, способен ночью превращаться в животных (обычно в собаку, сову, летучую мышь, волка или индейку), пить кровь человеческих жертв, красть имущество, вызывать болезни и совершать подобные действия. В некоторых коренных сообществах нагвали включены в религиозную иерархию. Нагвалей часто нанимают для снятия проклятий, наложенных другими нагвалями. Однако в других сообществах обвинение в нагвальизме может привести к насильственным нападениям со стороны общины на обвиняемого.
Изучение нагуализма на западе было инициировано археологом, лингвистом и этнологом Дэниэлом Гаррисоном Бринтоном, который в 1894 году опубликовал книгу «нагуализм: исследование фольклора и истории коренных американцев» (Nagualism: A Study in Native-American Folklore and History). В этой книге были описаны исторические интерпретации термина и практик нагуализма в Мексике. Бринтон также определил различные верования, связанные с нагуализмом в современных мексиканских общинах, таких как миксе, науа, сапотеки и миштеки. В последующих исследованиях нагуализм описывался в различных мезоамериканских культурах, таких как зокес и жакальтеки, к’иче', к’екчи' и цельтальские майя. Среди жакальтеков нагвали укрепляют коренные сообщества и наказывают тех, кто сотрудничает с некоренными ладино.
В 1955 году Густаво Корреа предположил, что нагуализм не являлся доколумбовым, а был полностью импортирован из Европы, где сравнил его со средневековым верованием в оборотней. Однако фольклор о существовании оборотней не ограничивается ни Европой, ни Средневековьем. Например, в старейших литературных произведениях, таких как эпос о Гильгамеше из древневосточной Семитии, также содержатся образы оборотней. Оборотни (ликантропы) не являются ни единственной, ни самой ранней формой фольклорного териантропизма (превращение человека в животное или наоборот).
Каплан приходит к выводу, что в Оахаке вера в злобных нагвалей, способных менять свою форму, распространена как среди коренного населения, так и среди метисов. По словам Каплана, вера в духовных компаньонов-животных является особенностью исключительно коренных народов. В верованиях же других народностей, таких как миксы (Mixes), чинантеки (Chinantecos), трики (Triquis) или такуаты (Tacuates), те, кто способен контролировать своего нагваля или альтер эго, выступают в роли защитников людей, природных ресурсов и культуры своего сообщества. Они пользуются высоким уважением, но также вызывают определённый страх.
Нагваль стал широко известным благодаря книгам о шаманизме писателя Карлоса Кастанеды.